# Divizia B 1966–1967
Divizia B 1966–1967 a fost al 27-lea sezon al celui de-al doilea nivel al sistemului de ligi ale fotbalului românesc.

## Formatul
Formatul s-a păstrat din două serii, fiecare dintre ele având 14 echipe. La sfârșitul sezonului, câștigătorii seriei au promovat în Divizia A, iar ultimele două locuri din fiecare serie au retrogradat în Divizia C.

## Schimbări de echipe
| Promovat din Divizia C - Chimia Suceava - Metro Brașov - CFR Timișoara - Unirea Dej Retrogradat din Divizia A - Crișul Oradea - Siderurgistul Galați | Retrogradat în Divizia C - CFR Roșiori - Recolta Carei - Metalul Trgoviște - Arieșul Turda Promovat la Divizia A - Progresul București - Jiul Petrila |

### Echipe redenumite
Știința București a fost redenumită Politehnica București.

## Clasamente

### Seria I
| Loc | Echipa                    | MJ | V  | E  | Î  | GM | GP | DG  | Pct | Promovare sau retrogradare |
| --- | ------------------------- | -- | -- | -- | -- | -- | -- | --- | --- | -------------------------- |
| 1   | Dinamo Bacău (C, P)       | 26 | 15 | 6  | 5  | 48 | 18 | +30 | 36  | Promovarea în Divizia A    |
| 2   | Siderurgistul Galați      | 26 | 13 | 6  | 7  | 38 | 27 | +11 | 32  |                            |
| 3   | Chimia Suceava            | 26 | 11 | 8  | 7  | 31 | 21 | +10 | 30  |                            |
| 4   | Dinamo Victoria București | 26 | 9  | 9  | 8  | 35 | 28 | +7  | 27  |                            |
| 5   | Politehnica București     | 26 | 11 | 5  | 10 | 38 | 35 | +3  | 27  |                            |
| 6   | Flacăra Moreni            | 26 | 12 | 3  | 11 | 27 | 35 | −8  | 27  |                            |
| 7   | Poiana Câmpina            | 26 | 12 | 2  | 12 | 32 | 28 | +4  | 26  |                            |
| 8   | Metalurgistul București   | 26 | 10 | 5  | 11 | 33 | 33 | 0   | 25  |                            |
| 9   | Ceahlăul Piatra Neamț     | 26 | 9  | 7  | 10 | 34 | 43 | −9  | 25  |                            |
| 10  | Metrom Brașov             | 26 | 7  | 10 | 9  | 35 | 29 | +6  | 24  |                            |
| 11  | CFR Pașcani               | 26 | 8  | 8  | 10 | 33 | 39 | −6  | 24  |                            |
| 12  | Oltul Râmnicu Vâlcea      | 26 | 9  | 6  | 11 | 30 | 43 | −13 | 24  |                            |
| 13  | Progresul Brăila (R)      | 26 | 8  | 6  | 12 | 28 | 35 | −7  | 22  | Retrogradarea în Divizia C |
| 14  | Oțelul Galați (R)         | 26 | 4  | 7  | 15 | 15 | 43 | −28 | 15  | Retrogradarea în Divizia C |

### Seria II
| Loc | Echipa                         | MJ | V  | E | Î  | GM | GP | DG  | Pct | Promovare sau retrogradare |
| --- | ------------------------------ | -- | -- | - | -- | -- | -- | --- | --- | -------------------------- |
| 1   | ASA Mureșul Târgu Mureș (C, P) | 26 | 15 | 7 | 4  | 41 | 14 | +27 | 37  | Promovarea în Divizia A    |
| 2   | F.C. Baia Mare                 | 26 | 16 | 3 | 7  | 37 | 23 | +14 | 35  |                            |
| 3   | Vagonul Arad                   | 26 | 14 | 3 | 9  | 58 | 25 | +33 | 31  |                            |
| 4   | CFR Timișoara                  | 26 | 13 | 5 | 8  | 44 | 29 | +15 | 31  |                            |
| 5   | CSM Reșița                     | 26 | 14 | 2 | 10 | 46 | 36 | +10 | 30  |                            |
| 6   | Cugir                          | 26 | 11 | 5 | 10 | 42 | 43 | −1  | 27  |                            |
| 7   | Crișul Oradea                  | 26 | 11 | 2 | 13 | 39 | 30 | +9  | 24  |                            |
| 8   | Gaz Metan Mediaș               | 26 | 9  | 6 | 11 | 34 | 40 | −6  | 24  |                            |
| 9   | IS Câmpia Turzii               | 26 | 9  | 5 | 12 | 30 | 34 | −4  | 23  |                            |
| 10  | CSM Sibiu                      | 26 | 10 | 3 | 13 | 33 | 38 | −5  | 23  |                            |
| 11  | Clujeana Cluj                  | 26 | 8  | 7 | 11 | 26 | 35 | −9  | 23  |                            |
| 12  | CFR Arad                       | 26 | 8  | 5 | 13 | 26 | 35 | −9  | 21  |                            |
| 13  | Minerul Lupeni (R)             | 26 | 8  | 5 | 13 | 27 | 52 | −25 | 21  | Retrogradarea în Divizia C |
| 14  | Unirea Dej (R)                 | 26 | 4  | 6 | 16 | 24 | 73 | −49 | 14  | Retrogradarea în Divizia C |